# Buck 65
Buck 65, pseudonimo di Richard Terfry (Mount Uniacke, 4 marzo 1972), è un musicista e rapper canadese.
Artista hip hop, Master of Ceremonies e turntablist, nei lavori musicali più recenti ha iniziato ad allontanarsi dall'hip hop, avvicinandosi a forme musicali più simili al blues (particolarmente con lo studio del talking blues), al country, al rock and roll, alla folk music e all'avant garde.
Rimane tuttavia uno degli autori di punta del genere di fusione country rap.

## Biografia
Terfry crebbe a Mount Uniacke in Nuova Scozia, in una comunità rurale non lontano da Halifax.
Il suo primo incontro con la musica hip hop avvenne a metà degli anni 1980 ascoltando la trasmissione di tarda serata della CBC Radio dal nome Brave New Waves, e successivamente ascoltando la radio del campus di Halifax attraverso la sua radiolina.
Affascinato da questo genere musicale, Terfry iniziò ad interessarsi grazie all'influenza di artisti come MC Shan, David Lynch, Gitche Manitou, and Kool Keith.
Nel 1993, realizzò la sua prima musicassetta rap con lo pseudonimo di Stinkin' Rich per l'etichetta di Halifax No Records. Il lavoro composto da cinque brani, intitolato Chin Music ed incentrato sul suo interesse in passato per il baseball, venne notato dalla band di Alternative rock Sloan che mise il giovane sotto la propria ala protettiva, facendogli pubblicare un singolo in 7" ed una musicassetta dal titolo Game Tight per la loro etichetta Murderrecords.
Tornato al suo pseudonimo di Buck 65, pubblicò Language Arts ed il singolo su 12" Wildlife Trilogy, seguito da Vertex, che includeva la popolare traccia "The Centaur". Pubblicò poi nel 1996 Sebutonedef per la Funtrip Records) con una collaborazione di un altro artista di Halifax come Sixtoo. Altre pubblicazioni del duo, chiamato Sebutones, furono Psoriasis e 50/50 Where It Counts. Mentre rimase fuori da un vero e proprio successo per il grande pubblico, Buck 65 ottenne diversi lavori dall'industria dell'intrattenimento canadese.
Man Overboard, originariamente pubblicato per l'etichetta anticon. fu un significativo punto di svolta per la sua carriera. Il disco e l'intero collettivo anticon. (di cui fa parte anche Sixtoo) furono considerati un punto di partenza del nuovo movimento avant garde nell'underground hip hop. In questo periodo Buck fece conoscenza col Dj di cincinnati Mr. Dibbs che lo ha introdotto nella 1200 Hobos, un collettivo noto per l'abilità nel manipolare il Technics 1200 turntable.

## Discografia
- 1996: Weirdo Magnet (Re-release Artwork)
double cassette
Independent/Metaforensics *Language Arts (Re-release Artwork)
Language Arts Part 1
Independent/Metaforensics
- 1997: Vertex
Language Arts Part 2
Independent/Four Ways to Rock/Metaforensics
- 1999: Man Overboard (Re-release Artwork)
Language Arts Part 3
anticon./Metaforensics
- 2002: Square (Re-release Artwork)
Language Arts Part 4
Warner
- 2002: Synesthesia (Re-release Artwork)
Language Arts Part 5
Endemik
- 2003: Talkin' Honky Blues
Warner
- 2004: This Right Here is Buck 65
Warner
- 2005: Secret House Against The World
Warner
- 2006: Strong Arm
Language Arts Part 7
Self released downloadable mixtape  Archiviato il 22 settembre 2007 in Internet Archive.
- 2007: Situation
Warner Music/Strange Famous Records
- 2023: Super Dope